# CAPTain online teszt
A CAPTain (Computer Aided Personnel Test answers inevitable) egy online számítógép alapú pszichológiai eljárás, mely szisztematikusan feltérképezi a munkával kapcsolatos kompetenciákat. A teszt kényszerválasztásos módszertanra épül, tehát minden két választási lehetőség közül feltétlenül választani kell egyet. A válaszadások alapján az egyes kompetenciákon elért eredmény egy 0 és 10 közötti számmal kifejezhető, melyeket grafikusan egy táblázatban jelenít meg a teszteredmény. Ezek a táblázatok követelményprofilok alapján is kiértékelhetőek, valamint az eredményekről szöveges riport is kérhető. A CAPTain különböző területen felhasználható, például kiválasztásnál, fejlesztésnél, coaching-nál vagy potenciálelemzésnél. A CAPTain azért jól használható a munka világában, mert a személyiségtesztektől különbözik abban a tekintetben, hogy a konkrét munkahelyi viselkedést méri és nem az alap személyiségjegyeket, ezért jól követhető vele a fejlődés vagy változás.

## Általános információk
A CAPTain egy pszichometriai eljárás mely a munkahelyi viselkedéshez kapcsolódó kompetenciákat méri. A teszt egy online felületen tölthető ki. Célja a munkahelyi viselkedés objektív, egyértelmű és kritériumorientált felmérése és leírása. Célcsoportja lehet bármilyen munkavállaló, aki akár szakértői, akár üzletkötői vagy menedzseri munkakörben dolgozik. A felmérés időtartama verziótól függően 30-60 percig tarthat.
A vizsgált személynek 183 kijelentéspárból kell kiválasztani az ő saját munkavégzése során jellemzőbb viselkedésformát. A teszt kialakításának köszönhetően a CAPTain esetében nincs lehetőség a válaszok utólagos módosítására, mint más hozzá hasonló értékelési eljárások esetében (például papír alapú önkitöltő kérdőívek).
A pszichológiai szakirodalom alapján a kényszerválasztós tesztek sokkal kevésbé manipulálhatók, mint például az „egyetért” „egyáltalán nem ért egyet” skálák alapján működők. Az emberek hajlamosak lehetnek az eredményt a nekik kedvező irányba befolyásolni, különösképp egy kiválasztási folyamatban. A kiértékelés módszertanának a pontos ismerete nélkül azonban a személynek nincs lehetősége befolyásolni a kényszerválasztós teszt eredményét.

### Kiegészítő önértékelés
A kényszerválasztásos teszt kitöltése mellett a felhasználónak lehetősége van, hogy saját magát is értékelje a vizsgált kompetenciák mentén. Az eltérések az énkép és a teszteredmények között fontos információkkal szolgálnak a személy viselkedéséről, mely fontos alapot szolgáltathat egy részletesebb kiértékelő beszélgetéshez vagy interjúhoz.

### Kiértékelési lehetőségek
A kiértékeléskor különböző lehetőségek állnak rendelkezésre a célcsoporttól és a felhasználás módjától függően:
·      Rövid riport önismeret fejlesztéséhez, tréningek előkészítéshez
·      Részletes potenciálanalízis fejlesztéshez
·      Részletes visszajelzés a kiválasztási döntés támogatásához
·      Célzott visszajelzés különböző munkakörökben vagy vezetői szinteken a munkaköri követelményprofilok alapján

### A CAPTain faktorok áttekintése
Vezetői magatartás és döntéshozás  
Eladás
Kommunikáció és konfliktuskezelés  
Munkastílus                                        
Felelősségvállalás                              
Változásmanagement                        
Munkához való hozzáállás                  
Szakmai hozzáállás                            
Szociális kompetenciák                      
Csapatmunka                                      
Dinamizmus
Függetlenség                                      

## Pszichometriai kritériumok
Mivel a CAPTain egy online felmérés, a kitöltő csak az online tesztfelülettel kerül kapcsolatba elektronikai eszközén keresztül majd az algoritmus végzi el az eredmények elemzését és a kiértékelő riport elkészítését is. Így a CAPTain értékelései minden esetben objektívak maradnak.
A CAPTain egy egyszerre valid és megbízható eljárás a munkával kapcsolatos viselkedésminták vizsgálatára. A CAPTain kényszerválasztásos tesztjének teszt-reteszt megbízhatósági együtthatója r=0.70, ami a vizsgálni kívánt tényezők megfelelő stabilitását bizonyítja, tehát a munkakörben történő releváns változások nélkül az eredmények stabilak maradnak. Ezért a CAPTain egyik fontos előnye, hogy munkahely- vagy munkakörváltás, valamint fejlesztés után újra felvehető, és az ezek miatt bekövetkezett változások mérhetők a viselkedésben.
Mindezek mellett a CAPTain nagyon magas validitással rendelkezik. A konvergens validitás megítélésekor azt vizsgáljuk, hogy a mérendő konstruktum más módszerekkel mért hasonló konstruktumokkal összefüggést mutat-e, tehát a személyeknek a hasonló vizsgált területeken hasonló értékeket kellene elérniük. Kutatások sora bizonyítja, hogy mind a 38 CAPTain faktor korrelál a hozzá hasonló mérési konstruktumok értékével, így kijelenthető, hogy a CAPTain ténylegesen képes mérni a vizsgálat során megcélozott tényezőket.  Ugyanakkor fontos, hogy más szisztematikus összefüggés nincs a CAPTain és más hozzá hasonló tesztek között, mivel a CAPTain nem mér olyan tényezőket, melyek nem a konkrétan vizsgált munkahelyi viselkedésekhez kapcsolódnak.
A kritériumvaliditás vizsgálata kimutta, hogy a CAPTain többet és mást mér, mint amit a személyek az önértékelésnél vagy interjú során nyilatkoznak magukról, vagy amit vezetők általában tudnak a beosztottjaikról. Ezen felül a teszt gyakran ugyanolyan hatékonysággal használható egy kiválasztás vagy fejlesztés során, mint egy alaposan kidolgozott, sokkal összetettebb és erőforrásigényesebb Assessment Center. A CAPTain képes különbséget tenni különböző munkakörök jellemző viselkedésmintái, valamint sikeres és kevésbé sikeres munkatársak között, így értékes információkkal szolgál a szervezet számára bármilyen HR területhez kapcsolódó döntéshez.
A CAPTain a követelményprofilok segítségével képes bejósolni a személy kompetenciái és potenciáljai alapján a munkahelyi sikerességet és beválást, ugyanis a profilnak való megfelelés és a különböző siker-kritériumok elérése között meglehetősen szoros a kapcsolat.
A teszt jó feltételekkel rendelkezik ahhoz,hogy a DIN 33430 szabály kereteinek megfelelően legyen alkalmazható a munkatársértékelési folyamatok során.
A CAPTain egy különleges jellemzője, hogy a normaorientált eljárással ellentétben egy kritériumorientált szemléletet használ. A kritériumorientált diagnosztikában az egyént egy bizonyos célviselkedés, vagyis az úgynevezett kritérium tükrében vizsgálják és az eredményeket is ez alapján értékelik, így ugyanaz az eredmény a kritériumtól, azaz a munkaköri elvárástól függően lehet fejlesztendő vagy erősség is. A CAPTain döntő értékelési kritériumai tehát a konkrét munkaköri követelmények és nem egy nagylétszámú minta átlageredményei alapján kerülnek kialakításra.

## Weblinkek
- http://www.captain.hu/
- Minta kiértékelés (német): CAPTain compact customized Archiválva 2020. március 23-i dátummal a Wayback Machine-ben (PDF; 1 MB)